# Eulasiopalpus mirimodis
Eulasiopalpus mirimodis är en tvåvingeart som beskrevs av Henry J. Reinhard 1975. Eulasiopalpus mirimodis ingår i släktet Eulasiopalpus och familjen parasitflugor. Inga underarter finns listade i Catalogue of Life.